# Bandera de Polinyà
La bandera oficial de Polinyà té la següent descripció:
Bandera apaïsada, de proporcions dos d'alt per tres de llarg, blanc a la primera meitat vertical i, a continuació, amb un pal groc de gruix 1/9 de la llargària del drap, i la resta blau clar, i en aquesta última part, una faixa groga de gruix 1/6 de l'alçària del mateix drap, al centre.
Va ser aprovada el 22 de novembre de 2012 i publicada al DOGC el 10 de desembre del mateix any amb el número 6270.